# François Langers
François Langers, plus connu sous le nom de Tiny Langers (né le 16 mars 1896 à Esch-sur-Alzette au Luxembourg, et mort le 5 octobre 1929 dans la même ville), est un joueur de football international luxembourgeois, qui évoluait au poste d'attaquant.

## Biographie

### Carrière en sélection
Avec l'équipe du Luxembourg, il joue 8 matchs (pour 4 buts inscrits) entre 1920 et 1924. Il joue son premier match en équipe nationale le 28 août 1920 contre les Pays-Bas et son dernier le 11 novembre 1924 contre la France.
Il figure dans le groupe des sélectionnés lors des JO de 1920 et de 1924. Il joue un match lors du tournoi olympique de 1920 puis un autre lors du tournoi de 1924.
Le 11 mai 1924, il inscrit un doublé lors d'un match amical contre la Belgique.

## Palmarès
- Champion du Luxembourg en 1921 avec la Jeunesse d'Esch
- Finaliste de la Coupe du Luxembourg en 1922 avec la Jeunesse d'Esch